# Главаш
Главаш је српско и хрватско презиме.
Познате особе са овим презименом су:
- Бранимир Главаш (рођен 1956), бивши хрватски генерал-мајор и политичар
- Станоје Главаш (1763-1815), српски хајдук и јунак